# Ondo City
Ondo City is een stad in Nigeria in de deelstaat Ondo.
Bestuurlijk is de stad opgedeeld in twee Local Government Area's (LGA): Ondo West en Ondo East. Samen hadden die in 2006 een bevolking van 364.960 en in 2016 een bevolking van naar schatting 492.600.
Ondo City ligt op de autoweg tussen Ife en Odigbo.

## Religie
Ondo City is de zetel van een anglicaans bisdom.